# Седтыдин
 Седтыдин — деревня в Усть-Куломском районе Республики Коми в составе сельского поселения Пожег.

## География
Расположена на левом берегу реки Вычегда на расстоянии примерно 48 км по прямой от районного центра села Усть-Кулом на восток-северо-восток.

## История
Известна с 1859 года как выселок с 2 дворами и 22 жителями. В 1892 году здесь (деревня Седтыдинская) 18 жителей, в 1926 9 дворов и 49 жителей, в 1970 102 жителя, в 1989 8 жителей, в 1995 — 6. Иногда в документах и на картах отмечался как Сед-Ты-Дин.

## Население
Постоянное население составляло 1 человек (коми 100 %) в 2002 году, 1 в 2010.